# Skladební dvojice
Skladební dvojice (syntagma) je dvojice holých větných členů, které jsou k sobě vázány syntaktickou závislostí (dominace). Jako syntagma se většinou chápe nepredikativní spojení větných členů, tj. podřadnou syntaktickou frázi/skupinu (viz determinace, rozvitý větný člen). V tomto smyslu není syntagmatem základní skladební dvojice, tj. predikativní spojení podmětu a přísudku, na něž se pak vážou ostatní větné členy – větné členy, které rozvíjí jak holé tak několikanásobné a rozvité. Jako např. Voják seděl, kytice voněla, atd.

## Základní skladební dvojice
Podle klasické syntaktické teorie základní skladební dvojice tvoří základ věty, kterou tvoří podmět (podmětová část věty) a přísudek (přísudková část věty). Holá věta je tvořena holým (nerozvitým) podmětem a holým přísudkem.

## Rozvíjení
Další skladební dvojice, již hierarchické, vznikají rozvíjením větných členů mezi sebou, tvoříce stromovou strukturu. Podmět a přísudek jsou rozvíjeny skladebními dvojicemi s dalšími větnými členy, na ty pak dále mohou navazovat další.
Každý další větný člen je závislý na řídícím větném členu, který je jím rozvíjen a s nímž tvoří skladební dvojici. Zároveň může být řídícím větným členem pro jeden nebo více dalších větných členů, kterými je sám rozvíjen.